# Fausto de Córdoba
San Fausto de Córdoba o San Fausto mártir es un santo de la iglesia católica que sufrió martirio por su fe. Según la tradición fue un soldado romano convertido al cristianismo por lo que fue martirizado.
Forma parte de los tres mártires de Córdoba, Fausto, Genaro y Marcial quienes son citados por primera vez por el poeta Prudencio entre los años 398-405 e, a quienes describió como las "tres coronas de Córdoba"en el Himno IV de su obra el Peristephanon y que a través de una historia apócrifa del siglo IX y otra más tardía fueron asociados como hijos del también mártir San Marcelo, a quien se le mutiló y quemó vivo a principios del siglo IV según cuenta la leyenda. El relato de la pasión de estas figuras así como los himnos compuestos en su honor sobre el siglo VIII carecen de crédito.   
Las reliquias de los "santos de Córdoba" se hallan en la Basílica de San Pedro, iglesia levantada en su honor, en el barrio el arrabal de las Torres en Córdoba, aunque su avocación se encuentra diseminada por el área de la Bética.  
Los santos de Córdoba fueron, según alguna fuentes, sometidos a diversos tormentos, fueron quemados vivos. Según otras, San Fausto fue apedreado, representándose muchas veces con un libro en las manos sobre el que hay un montón de piedras, como es el caso de la imagen de  del retablo mayor de la Iglesia de Santa María de Uríbarri de Durango en Vizcaya (País Vasco, España), localidad de la que es patrón.

## Iconografía y festividades
Su fiesta principal esta fijada el 13 de octubre aunque también tiene otros días como el 28 de septiembre.
Se le suele representar con las vestimentas típicas de las legiones romanas y llevando en su mano una palma, símbolo del martirio, aunque a menudo también aparecen representados con muestras de haber sido degollados.